# Gaston (Carolina del Nord)
Gaston è un comune degli Stati Uniti d'America, situato in Carolina del Nord, nella contea di Northampton.